# MVP de las Finales de la Basketball Bundesliga
El MVP de las Finales la Basketball Bundesliga es el galardón que se concede al mejor jugador de las Finales de la Basketball Bundesliga, la primera categoría del baloncesto en Alemania. Desde el año 2005 el ganador es elegido por los entrenadores, los capitanes de los equipos y representantes de la prensa especializada.

## Ganadores

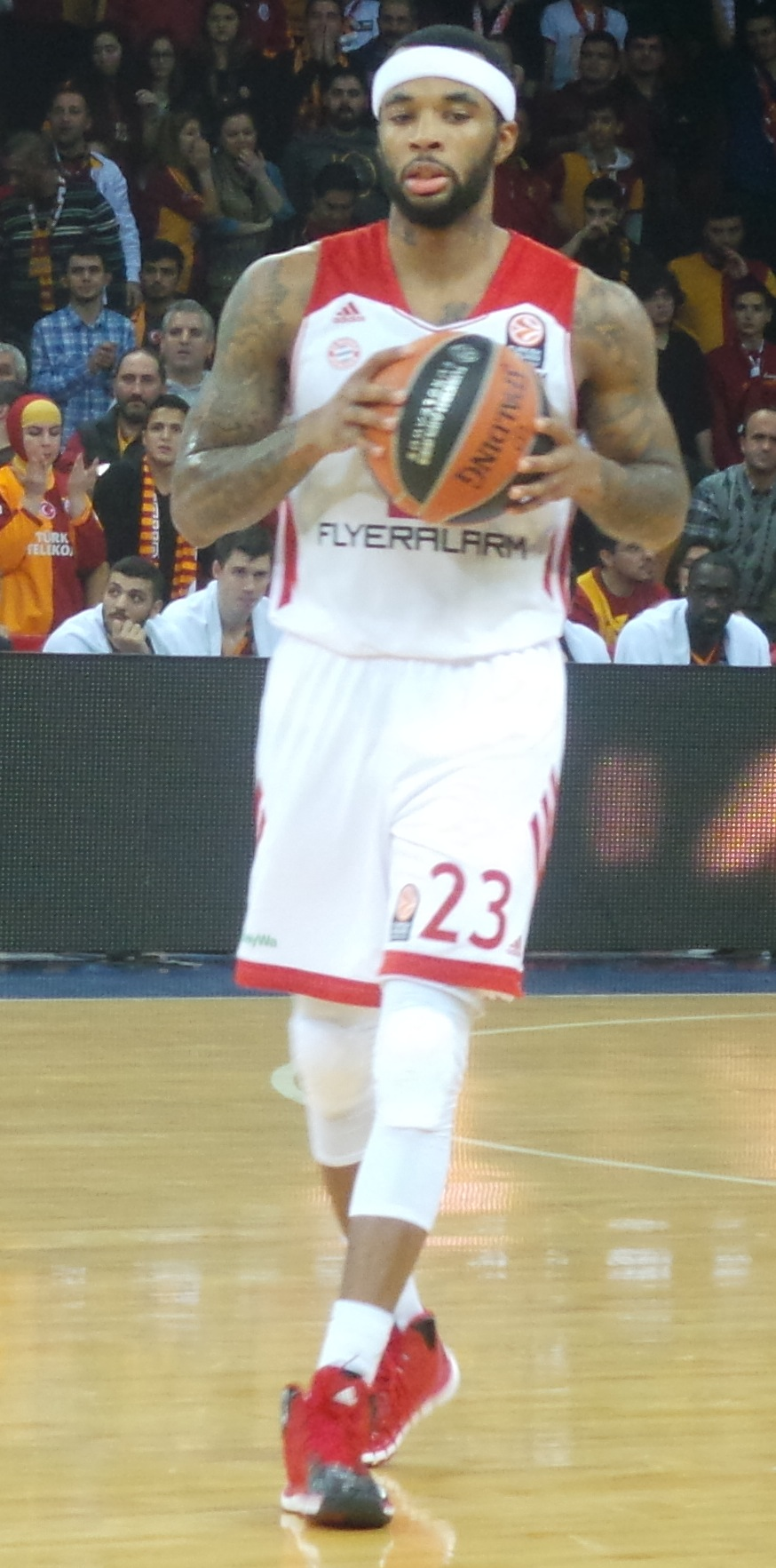
Malcolm Delaney fue el MVP de las Finales de la Basketball Bundesliga en 2014.

| Temporada | Jugador             | Pos.      | Nac.                 | Equipo                | Ref(s)      |
| --------- | ------------------- | --------- | -------------------- | --------------------- | ----------- |
| 2004–05   | Chris Williams      | Alero     | Estados Unidos       | Fraport Skyliners     |             |
| 2005–06   | Immanuel McElroy    | Escolta   | Estados Unidos       | RheinEnergie Köln     |             |
| 2006–07   | Casey Jacobsen      | Alero     | Estados Unidos       | Brose Baskets         |             |
| 2007–08   | Julius Jenkins      | Escolta   | Estados Unidos       | ALBA Berlin           |             |
| 2008–09   | Rickey Paulding     | Escolta   | Estados Unidos       | EWE Baskets Oldenburg |             |
| 2009–10   | Casey Jacobsen (2×) | Alero     | Estados Unidos       | Brose Baskets         |             |
| 2010–11   | Kyle Hines          | Pívot     | Estados Unidos       | Brose Baskets         | [ 2 ]       |
| 2011–12   | P. J. Tucker        | Alero     | Estados Unidos       | Brose Baskets         | [ 3 ]       |
| 2012–13   | Anton Gavel         | Escolta   | Alemania             | Brose Baskets         | [ 4 ] [ 5 ] |
| 2013–14   | Malcolm Delaney     | Base      | Estados Unidos       | Bayern Munich         | [ 6 ]       |
| 2014–15   | Brad Wanamaker      | Base      | Estados Unidos       | Brose Baskets         |             |
| 2015–16   | Darius Miller       | Escolta   | Estados Unidos       | Brose Baskets         |             |
| 2016–17   | Fabien Causeur      | Escolta   | Francia              | Brose Bamberg         |             |
| 2017–18   | Danilo Barthel      | Ala-pívot | Alemania             | Bayern Munich         | [ 7 ]       |
| 2018–19   | Nihad Đedović       | Ala-pívot | Bosnia y Herzegovina | Bayern Munich         | [ 8 ]       |
| 2019–20   | Marcos Knight       | Base      | Estados Unidos       | Riesen Ludwigsburg    | [ 9 ]       |
| 2020–21   | Jayson Granger      | Base      | Uruguay              | Alba Berlin           | [ 10 ]      |
| 2021–22   | Johannes Thiemann   | Ala-Pívot | Alemania             | Alba Berlin           | [ 11 ]      |
| 2022–23   | Yago dos Santos     | Base      | Brasil               | ratiopharm Ulm        | [ 12 ]      |
| 2023–24   | Carsen Edwards      | Base      | Estados Unidos       | Bayern Munich         | [ 13 ]      |
| 2024–25   | Shabazz Napier      | Base      | Estados Unidos       | Bayern Munich         | [ 14 ]      |